# Giacinto Guglielmi
Giacinto Guglielmi (Civitavecchia, 9 marzo 1847 – Roma, 4 gennaio 1911) è stato un politico italiano.
Fu senatore del Regno d'Italia dalla XVII legislatura.